# 139-й меридіан східної довготи
139-й меридіан східної довготи — лінія довготи, що лежить на 139 градусс східніше Гринвіцького меридіана. Вона проходить від Північного полюса через Північний Льодовитий океан, Азію, Тихий океан, Австралазію, Індійський океан, Південний океан та Антарктиду до Південного полюса.
139-й меридіан східної довготи формує велике коло разом із 41-шим меридіаном західної довготи.

## Список географічних об'єктів, що перетинає 139° сх. д.
Починаючи на Північному полюсі та рухаючись до Південного полюса, 139-й меридіан східної довготи проходить через:
| Координати                                                   | Країна, територія або море | Примітки                                                                           |
| ------------------------------------------------------------ | -------------------------- | ---------------------------------------------------------------------------------- |
| 90°0′ пн. ш. 139°0′ сх. д. / 90.000° пн. ш. 139.000° сх. д.  | Північний Льодовитий океан |                                                                                    |
| 76°12′ пн. ш. 139°0′ сх. д. / 76.200° пн. ш. 139.000° сх. д. | Росія                      | Новосибірські острови — проходить через острів Котельний                           |
| 74°39′ пн. ш. 139°0′ сх. д. / 74.650° пн. ш. 139.000° сх. д. | Море Лаптєвих              |                                                                                    |
| 71°35′ пн. ш. 139°0′ сх. д. / 71.583° пн. ш. 139.000° сх. д. | Росія                      |                                                                                    |
| 57°9′ пн. ш. 139°0′ сх. д. / 57.150° пн. ш. 139.000° сх. д.  | Охотське море              |                                                                                    |
| 54°13′ пн. ш. 139°0′ сх. д. / 54.217° пн. ш. 139.000° сх. д. | Росія                      |                                                                                    |
| 47°21′ пн. ш. 139°0′ сх. д. / 47.350° пн. ш. 139.000° сх. д. | Японське море              |                                                                                    |
| 37°54′ пн. ш. 139°0′ сх. д. / 37.900° пн. ш. 139.000° сх. д. | Японія                     | Проходить через острови Хонсю Проходить західніше Ніїґати Проходить через Такасакі |
| 34°43′ пн. ш. 139°0′ сх. д. / 34.717° пн. ш. 139.000° сх. д. | Тихий океан                | Проходить західніше острова Кодзу, Японія                                          |
| 1°58′ пд. ш. 139°0′ сх. д. / 1.967° пд. ш. 139.000° сх. д.   | Індонезія                  | Проходить через острови Нова Гвінея і Йос-Сударсо                                  |
| 8°12′ пд. ш. 139°0′ сх. д. / 8.200° пд. ш. 139.000° сх. д.   | Арафурське море            |                                                                                    |
| 11°42′ пд. ш. 139°0′ сх. д. / 11.700° пд. ш. 139.000° сх. д. | Затока Карпентарія         | Проходить західніше острова Морнінгтон, Австралія                                  |
| 16°53′ пд. ш. 139°0′ сх. д. / 16.883° пд. ш. 139.000° сх. д. | Австралія                  | Квінсленд Південна Австралія                                                       |
| 35°37′ пд. ш. 139°0′ сх. д. / 35.617° пд. ш. 139.000° сх. д. | Індійський океан           | Австралія визнає цю акваторію частиною Південного океану[1][2]                     |
| 60°0′ пд. ш. 139°0′ сх. д. / 60.000° пд. ш. 139.000° сх. д.  | Південний океан            |                                                                                    |
| 66°33′ пд. ш. 139°0′ сх. д. / 66.550° пд. ш. 139.000° сх. д. | Антарктида                 | Земля Аделі (претендує Франція)                                                    |